# 阿曲 (崇西土司)
阿曲（?—1952年11月）藏族，西康雅江（今属四川）人，崇西土司（一译崇喜土司）。

## 生平
崇西土司是雅江的土司，在当地权势极大。民国10年（1921年），崇西土司池乃汪堆（又名阿称）眼睛失明，土司一职由其子阿曲承袭。雅江县政府也任命阿曲为区长、县垦务督察长、粮务转运官等职务。
1936年4月29日，长征途中的红四方面军红三十二军自雅江进军理化，在翻越剪子湾山时，于剪子湾的麻格宗遭到雅江崇西土司阿曲的武装截击。当时，阿曲已被国民政府方面任命为雅江县第四区区长兼民团督察长。阿曲的武装很快就被红三十二军在墨龙共击败，阿曲逃往理化，此后红三十二军成功推进到理化县。
1950年5月24日，雅江和平解放。同年11月，军事管制委员会任命阿曲为雅江县县长。1951年4月，雅江县第一届第一次各族各界人民代表会议推选阿曲为县长，并兼任第一届协商会主席。1952年11月，阿曲因患肺病医治无效，在俄洛堆逝世。西康省藏族自治区人民政府在康定为其召开了追悼会。